# Capitella giardi
Capitella giardi is een borstelworm uit de familie Capitellidae.
De wetenschappelijke naam van de soort werd in 1897 gepubliceerd door Mesnil.